# Хорнер, Кристиан
Кристиа́н Эдвард Джонстон Хо́рнер (англ. Christian Edward Johnston Horner, род. 16 ноября 1973, Ройал-Лемингтон-Спа, Великобритания) — британский функционер в сфере автогонок. Хорнер был руководителем команды Формулы-1 «Red Bull Racing» с момента её создания в 2005 до 2025 год; под его руководством команда выиграла 6 Кубков конструкторов. Хорнер был заменён Лораном Мекисом в середине 2025 сезона .

## Карьера гонщика
Хорнер начал участвовать в гонках в 1994 году, в Британской Формуле-3, где провёл три сезона. В 1996 году также принимал участие в Британской Формуле-2. В 1997 году Хорнер стал единственным гонщиком созданной им же команды Международного чемпионата Формулы-3000 Arden, по итогам чемпионата ему удалось заработать лишь 1 очко. В 1998 году в команде появился второй гонщик — бельгиец Курт Моллекенс. Он получил 19 очков и занял 6-е место в чемпионате, в то время как Хорнеру не удалось завоевать ни одного очка. По окончании сезона он завершил свою гоночную карьеру и сосредоточился на управлении командой.

## Команда Arden
В 1999 году команда Arden получила спонсорскую поддержку российской компании Лукойл и стала называться Lukoil Arden Racing. Гонщики команды россиянин Виктор Маслов и бельгиец Марк Гоосенс зачётных очков в чемпионате не получили. В 2000—2001 году команда Кристиана Хорнера была заявлена под именем Arden Team Russia и заняла в командном зачёте 8-е (2000 год) и 9-е (2001 год) место. Напарником Маслова был британец Даррен Мэннинг.
В 1999—2000 году команда Arden Team Russia также принимала участие в итальянской Формуле-3000.
В 2002, 2003 и 2004 году Arden занимала первое место в командном зачёте. В 2003 и 2004 году гонщики команды (соответственно — Бьёрн Вирдхайм и Витантонио Льюцци) стали чемпионами Формулы-3000.
После реорганизации Формулы-3000 в GP2 в 2005 году, лучшим результатом команды Arden стало 2-е место в командном зачёте в 2005 году и 2-е место Хейкки Ковалайнена в личном зачёте в том же сезоне.

## Формула-1
Успехи Кристиана Хорнера в управлении собственной командой Формулы-3000 привлекли к нему внимание Дитриха Матешица. В конце 2004 года он купил команду Формулы-1 Jaguar Racing, чтобы создать на её базе новый коллектив Red Bull Racing. Хорнер был приглашён на пост руководителя команды.
В 2005 году, в свой первый сезон в Формуле-1, команда Red Bull заняла 7-е место в командном зачёте. В сезоне 2006 года команда завоевала свой первый подиум (3-е место Дэвида Култхарда на Гран-при Монако). На Гран-при Китая 2009 года Себастьян Феттель принёс команде Red Bull первую победу.
В 2010 году команда Red Bull завоевала «золотой дубль»: выигран Кубок конструкторов и Себастьян Феттель стал чемпионом мира. В 2011, 2012, 2013 годах команда с помощью Феттеля повторила свой успех.

## Награды
В 2013 году Кристиан Хорнер стал офицером ордена Британской империи (OBE), а в 2024 — командором этого же ордена (CBE).

## Личная жизнь
В 2000—2014 годах встречался с Беверли Аллен (старше Хорнера на шесть лет), в октябре 2013 года у пары родилась дочь Оливия. Шесть месяцев спустя Хорнер начал встречаться с экс-участницей британской поп-группы Spice Girls Джери Халлиуэлл. Свадьба Хорнера и Халлиуэлл прошла 15 мая 2015 года в городке Уобёрн, графство Бедфордшир. В январе 2017 года у пары родился сын. Хорнер также является отчимом дочери Халлиуэлл от её предыдущих отношений с Сашей Джерваси, которая родилась в 2006 году.